# Carabodes marginepunctatus
Carabodes marginepunctatus är en spindeldjursart som beskrevs av Trägårdh 1902. Carabodes marginepunctatus ingår i släktet Carabodes, och familjen Carabodidae. Arten är reproducerande i Sverige.